# Pittavino
Pittavino (o pictavino, da Pictavi, nome latino di Poitiers) era il nome con cui era indicato il denaro  battuto dai conti di Poitou.
In francese è chiamato poitevin ed in latino era pictavinus o anche pictavensis.

## Storia
Inizialmente i pittavini furono coniati a Poitiers, ma nel tempo la zecca più importante divenne quella di Melle a causa delle ricche miniere d'argento che si trovavano nella zona per cui già nel X secolo vi fu creata una zecca particolarmente attiva.
Il primo a battere pittavini fu Guglielmo II, conte di Poitiers nonché duca di Aquitania (963-995).
Furono coniati da Riccardo detto Cuor di Leone che aveva ricevuto la contea di Poitiers dalla madre Eleonora d'Aquitania nel 1169.
Il pittavino è citato, assieme ad altre monete, da Raimondo di Aguilers nella sua "Storia dei Franchi che presero Gerusalemme": 
(Raimondo, Historia Francorum qui ceperunt Iherusalem)
La moneta è citata anche in un documento di Alfonso di Tolosa, fratello di  Luigi IX che divenne conte di Poitiers nel 1241: 
Filippo detto il Lungo (in seguito Filippo V di Francia) ne fece coniare tra il 1311 de il 1316 in qualità di conte con la scritta COMES PICTAVIES.
I pezzi coniati a Melle recavano il testo 
Il quarto di pittavino era chiamato in francese pite o picte. Con il tempo questo termine passò ad indicare più genericamente il quarto di denier.
Nel 1330-1332 dei pite furono emessi in Provenza da Roberto d'Angiò. Recavano al dritto il giglio di Francia.